# 新伯里賽德 (伊利諾伊州)
新伯恩賽德（英語：New Burnside）是位於美國伊利諾伊州約翰遜縣的一個村落。

## 地理
新伯恩賽德的座標為37°34′45″N 88°46′19″W / 37.57917°N 88.77194°W，而該地最高點為海拔高度165米（即541英尺）。

## 人口
根據2010年美國人口普查的數據，新伯恩賽德的面積為2.73平方千米，當中陸地面積為2.71平方千米，而水域面積為0.02平方千米。當地共有人口211人，而人口密度為每平方千米77人。